# Владимирецкая поселковая община
Владимирецкая поселковая община (укр. Володимирецька селищна громада) — территориальная община в Варашском районе Ровненской области Украины.
Административный центр — посёлок Владимирец.
Население составляет 26302 человека. Площадь — 703,5 км².
В соответствии с распоряжением Кабинета Министров Украины от 12 июня 2020 года, в состав общины вошла территория Владимирецкого поселкового совета, а также Беленского, Берестовского, Великотелковичского, Воронковского, Долговольского, Жовкинского, Красносельского, Любаховского, Половлевского, Степангородского и Хиночского сельских советов упразднённого Владимирецкого района.

## Населённые пункты
В состав общины входят 1 посёлок и 21 село:
- Посёлок Владимирец
- Воронковский старостинский округ:
  - Белое
  - Бышляк
  - Великие Телковичи
  - Воронки
  - Луко
  - Малые Телковичи
  - Новосёлки
  - Радыжево
  - Степангород
  - Хиночи
- Долговольский старостинский округ:
  - Берестовка
  - Долговоля
  - Зеленица
  - Зелёное
  - Жовкини
  - Красноселье
  - Липно
  - Любахи
  - Островцы
  - Половли
  - Чудля